# Véronique Biot
Véronique Biot (22 januari 1986) is een Belgisch voormalig korfbalster.

## Levensloop
Biot begon met korfballen op 5-jarige leeftijd bij VOLBA, alwaar haar hele familie was aangesloten. Vervolgens kwam ze uit voor Boeckenberg en HMKC.
Daarnaast was ze actief bij het Belgisch korfbalteam waarmee ze onder meer zilver behaalde op de Wereldspelen van 2009, het wereldkampioenschap van 2007 en het Europees kampioenschap van 2010. In 2011 stopte ze als international, ze verzamelde 24 caps.